# 魔法×戦士 マジマジョピュアーズ!
『魔法×戦士 マジマジョピュアーズ!』（まほうせんし マジマジョピュアーズ）は、2018年4月1日から2019年3月24日までテレビ東京系列全6局にて放送されていた少女向け特撮テレビドラマ。「ガールズ×戦士シリーズ」第2弾。キャッチコピーは「オープン・ザ・マジョカワールド！きらめく魔法でピュアライズ!!」。

## 概要
主要キャスト陣は、2017年夏に「TVドラマガールズオーディション」で公募した女の子から選出された。
2018年1月30日、三好佑季、隅谷百花、鶴屋美咲の主役3人、第1話ゲストの南明奈、敵役のひとりを演じる栗原類と三池崇史総監督が出席して製作記者発表会が行われた。
パイロットの監督は前作の『アイドル×戦士 ミラクルちゅーんず!』に続き、総監督の三池崇史が担当。また、同作で監督を務めた横井健司がメイン監督を務める他、メイン監督を務めた山口義高に代わって山本英之が初監督を務めた。
劇中のダンスの監修はEXPGが担当した。
また、同時ネット局のみデータ放送に対応しており、魔法シーンやタカラトミーから発売の「マジョカルミナ」を利用しポイントを貯めるプレゼント企画が行われた。

## あらすじ
中学校の入学式の日、不思議な力に導かれ、魔法戦士マジマジョピュアーズ！の一員になったモモカ。仲間とともに魔法を使って戦い、人々の夢を奪う邪魔界に立ち向かっていく！

## 登場人物

### マジマジョピュアーズ
愛乃 モモカ（あいの モモカ）
演 - 三好佑季
主人公。明るく元気な中学1年生の少女。7月22日生まれ。
「ハート」の魔法戦士。「それって、マジカル！」が口癖。イメージカラーはピンク。専用ジュエルは「ハートルビー」。
ゆめの風中学校では、新聞記者である父親の影響もあり、新聞部に入部した。勉強は全般的に苦手。
入学式の日にリンとミツキの戦いを目撃したこととモコニャンとの出会いがきっかけで魔法戦士に変身し、邪魔界との戦いに挑むことになる。
物語中盤で、真加部正彦として接近してきた邪魔彦に好意を抱いてしまい、マジョカポルテを邪魔彦に奪われ、途中、変身ができなくなってしまうが、ユリアの助けによってマジョカポルテを取り戻すことができた。正彦の正体が邪魔彦であると露見した後も彼のことを「正彦先輩」と呼び続け、あくまでも彼を倒すのではなくピュアライズすることにこだわった。そして、ロイヤルフォームの力を手にした後、彼をピュアライズすることに成功する。
第39話で母・梨々花が魔法戦士であったことを知り一時は動揺するが、モコニャンに励まされて落ち着きを取り戻し、魔法戦士の娘であることを誇りに思うようになった。
邪魔大帝を倒したのち、最終話でマジョカプリンセスになった。
なお、本来であればプリンセスは魔法界に留まらなければならず、家族や仲間と離ればなれになるはずであったが、人間界と魔法界を行き来できるという特別なプリンセスとなった。
白雪 リン（しらゆき リン）
演 - 隅谷百花 （幼少期：飯尾夢奏）
成績優秀な少女で、「フローズン」の魔法戦士。「これはミステリーです。」が口癖。イメージカラーは水色。専用ジュエルは「フローズンサファイア」。
実は魔法界出身で、モモカよりも先に魔法戦士として活動していた。
モモカたち親しい相手にも丁寧語を使うなど普段は標準語を話すが、感情が高ぶると関西弁が出ることがある。
ミツキとは対照的に運動は苦手で、本人いわく魔法使いにも得意不得意があるとのこと。また、暑さにもめっぽう弱い。
サッカー部に所属する先輩であり、後に生徒会長となる小池輝樹に好意を抱いている。また、漫画家・小田原マリンのファンであり、彼女と出会ったことで魔法界の漫画家になると決意するが、自身の漫画の腕はモモカとミツキを苦笑いさせるほどであった。
第29話でアキラメルドに囚われるが、知性の力を手にして脱出し、ロイヤルフォームに変身できるようになった。
花守 ミツキ（はなもり ミツキ）
演 - 鶴屋美咲 （幼少期：羽鳥心彩）
運動神経が抜群な少女で、「フラワー」の魔法戦士。「ハッピーハナマル！」が口癖。イメージカラーは黄色。専用ジュエルは「フラワーシトリン」。
リン同様魔法界出身で、モモカよりも先に魔法戦士として活動していた。
ゆめの風中学校では、スポーツテストで全種目学年トップの成績を記録したことで多くの運動部から勧誘を受けるが、すでにテニス部に入部していた。マジマジョピュアーズ以外では、中原萌や平野菜々美と仲が良く、2人とはチームを組んで校内のダンス大会に出場した。花や実がなる前の状態であっても、植物を見ただけでその名前が分かるという能力を持つ。お化けが苦手という一面がある。
第29話でアキラメルドに囚われるが、勇気の力を手にして脱出し、ロイヤルフォームに変身できるようになった。
星奈 シオリ（ほしな シオリ）
演 - 小川桜花
おしゃれが大好きな少女で、「スター&ムーン」の魔法戦士。イメージカラーは紫。専用ジュエルは「スターアメジスト」。
リン、ミツキより前から魔法戦士として活動していたが、邪魔界へ潜入中に相棒のララニャンが囚われた上、自身も闇の力で操られ、第8話の初登場時には邪魔界の魔法戦士になってしまっていた。後に邪魔彦にさらなる力を与えられてモモカたちと戦い、3人を上まわる魔力で圧倒するが、モモカの身を挺した行動に動揺、その末に闇の力をピュアライズされ、4人目の魔法戦士としてマジマジョピュアーズの仲間に加わる。また、モモカたちとともに、ゆめの風中学校に通うようになる。
ニンジンが苦手。
第29話でアキラメルドに囚われるが、友情の力を手にして脱出し、ロイヤルフォームに変身できるようになった。
虹色 ユリア (にじいろ ユリア)
演 - 増田來亜
「レインボー」の力を持った強力な魔法戦士にして、ユニコーンの精霊である。イメージカラーはレインボー。専用ジュエルは「レインボーダイヤモンド」。
相手の攻撃をガードするバリア魔法を得意とし、一度に2つのマジョカジュエルを使用することもできる。
第23話終盤で初登場し、当初はモモカやシオリの戦いを陰からサポートしていたが、第26話終盤で4人の前に姿を現した。モモカに対して最初は厳しい言葉をかけたりもしたが、彼女が持つハートルビーの力を徐々に認めていった。
仲間や人間の夢を守りたいという思いは人一倍強く、一番強い自分が仲間を守らなければならないと考えていたが、4人がアキラメルドに囚われた際に、仲間を信じることの強さを学んだ。人間や魔法戦士の気配を感じ取ることのできる鋭い嗅覚を持ち、邪魔彦の母が人間であることや、モモカの母・梨々花が魔法戦士であったことに気付いた。
人間界についての知識は疎く、ハロウィンやサンタクロースを知らなかった。また、常に冷静沈着で表情を変えないが、ハロウィンパーティーではミツバチの仮装をするなど、どこか抜けた一面がある。自分の好きなことがないことを悩んでいたが、第41話でラーメン好きとなる。
最終決戦後も人間界に留まり、リン、ミツキ、シオリとともにゆめの風中学校に通うようになる。

### マジマジョピュアーズの関係者
ティアラ
演 - 篠田麻里子
ジュエルショップ「てぃあら」の店長。
第1話の冒頭では、モコニャンと共に人間の世界の様子を見ている描写がある。この時には黒いとんがり帽子に黒いドレスを着た魔女のような姿をしていた。
店を訪れたモモカにマジョカポルテを渡し、彼女をマジマジョピュアーズに迎え入れた。以後は、マジマジョピュアーズを温かくサポートした。
実は、魔法界と人間界を繋ぐ管理人のようなものであり、ショップ外に出ることができないという制約がある。そのこともあり、通販サイト・Hayaizonで頻繁に買い物をしている。
物語終盤では、魔法界の会議でモモカをマジョカプリンセスに推薦しつつも、彼女に覚悟を持たせるために、時に厳しい言葉をかけることもあった。
マジョカセレモニーでは、モモカにティアラを授けた。

### 魔法界
モコニャン
声 - 安藤サクラ
モモカ、リン、ミツキ、シオリの相棒。ピンクの猫の姿をした妖精。「ニャン」が口癖。マジョカミルクが好物。
第1話冒頭ではティアラと共におり、モモカをジュエルショップ「てぃあら」に導いて彼女が魔法戦士になるきっかけを作った。
ララニャン
声 - 岡村いずみ
モモカ、シオリの相棒。紫の猫の姿をした妖精。
かつてシオリと共に邪魔界に乗り込むが、罠に捕まってしまい、囚われの身となっていた。シオリの心が浄化されたことにより解放され、シオリの元へ戻った。

### 邪魔界
邪魔男爵→邪魔大帝
演 - 遠藤憲一
邪魔界の首領。魔法界に守られていたマジョカジュエルを奪い、邪魔邪魔団という3人の手下を率いて夢を持つ人々の邪魔をする。
邪魔邪魔団の失敗が続いた後、自らマジマジョピュアーズの3人と対決することを決断。息子が開発した秘密兵器「あきらめサンダーバズーカ」を携え対決に挑み、マジマジョピュアーズの必殺技「カラフルドリームイリュージョン」を無効化するなどして優位に立つも、バズーカに施されていた細工によって自滅し、一時戦線離脱する羽目になる。
邪魔彦、グラン魔が相次いで邪魔界を去っていく中、自身は巨大あきらめストーンを探し当て、邪魔大帝として復活。
魔法界に向かうマジマジョピュアーズを待ち受けると、4体に分身し、モモカ以外の4人を圧倒して戦闘不能にする。
さらにモモカをも追い詰めるが、邪魔彦の援護により形勢逆転。そして、モモカの強力なピュアラにより4人は回復し、5人揃ったマジマジョピュアーズの前にピュアライズされ、再び敗北した。
最終話では、「世界中にインピュアラを撒き散らし、人々の夢を破り捨てる」ことではなく、「邪魔彦と親子水入らずの真剣勝負をする」という「本当の夢」を叶えた。
邪魔彦/真加部正彦
演 - 細田佳央太 （幼少期：潤浩）
邪魔男爵の息子。
マジマジョピュアーズとの対決に臨む父に秘密兵器「あきらめサンダーバズーカ」を渡したが、実はバズーカに細工を施して父が負けるように仕向けていた。
父の敗北後は司令官となり、シオリに指示を出して人々をアキラメストに変えていたが、後にシオリが改心しマジマジョピュアーズ側についたため、自ら行動を開始。
人間に変身し、真加部正彦と名乗ってモモカたちが通うゆめの風中学校に転入生として潜入する。さらに、モモカに接近し、一時はマジョカポルテを奪うことに成功する。しかし、「ありがとう」という言葉を聞くとしゃっくりが止まらなくなるという邪魔界の者に特有の現象をシオリに気付かれ正体が露見し、第28話でマジマジョピュアーズと直接対決。ユリアのバリア魔法に苦戦するなどして劣勢になるが、モモカの心に隙が生まれたことで難を逃れる。
その後、第29話にてユリア以外のマジマジョピュアーズをアキラメルドに閉じ込め、モモカには自身から接触する。自身を消すことを躊躇するモモカの心をかき乱すも、これが引き金となりロイヤルハートルビーを覚醒させてしまい、さらにユリアのアキラメルドへの侵入も許してしまう。
そして第33話で再びマジマジョピュアーズと対決する中、ユリアによって人間との間に生まれた子供であることが判明する。だが、これは同時に邪魔彦にとってトラウマを思い出す結果にもなり邪魔のパワーが暴走。自爆しかけるも、ロイヤルフォームとなったマジマジョピュアーズのロイヤルドリームピュアライズを受けてピュアライズされ、自爆は防がれる。
その後の消息はしばらく不明であったが、実は一命を取り留めており、モモカと邪魔大帝の最終決戦の場に現れ、モモカを援護射撃した。
グラン魔
演 - 森公美子
邪魔男爵の母であり、邪魔彦の祖母。「〜じゃます」が口癖。
第34話で邪魔彦の後を継いで邪魔邪魔団を指揮するようになる。
孫の邪魔彦を溺愛していて、彼が倒されたことについて泣いている様子。一方で、邪魔男爵のことはバカ息子と言っていた。また、マジマジョピュアーズに対してはいつも怒りを覚えている様子である。
あきらめハットによって生み出したスペシャルアキラメストが立て続けに敗れたため、第38話で遂にマジマジョピュアーズの前に姿を現す。
ロイヤルフォームのマジマジョピュアーズをも圧倒していたが、対決の途中、クリスマスパーティーに参加していた子供たちのピュアラによってサンタクロースが出現。実は憧れの人であったサンタクロースと出会ったことにより、そのままサンタクロースの国に旅立った。
つまり、マジマジョピュアーズによってピュアライズされなかった唯一の存在である。
（そもそも、邪魔界の者はその強力な闇の力のためにピュアライズすることはできないとされている。）
ムリ太郎
演 - 栗原類
邪魔邪魔団の一員。
黒いハリントンジャケットを着て髪をちょんまげ風に結った男性。シンボルの動物はウサギ。
かつて相方の稲葉と一緒に「バニーズ」というお笑いコンビで夢を追いかけていたが、大事なライブの日に稲葉が男性スタッフに叱責されているところを目撃し、驚いて逃げ出してしまい、絶望して邪魔邪魔団に入る。
マジマジョピュアーズとの対決中、タイムマシントパーズで過去に連れられ、稲葉が相方は他にいないと言っていたのを知り、ピュアライズされた。
そして、あきらめないストーンを渡され、稲葉とバニーズを再結成した。
ムダ子
演 - 三木アコスヤ
邪魔邪魔団の紅一点。
関西弁を話す、赤いシャツを着たアフロヘアの女性。シンボルの動物はクマ。
中学校の卒業式の日、親友の信子と、1年後に手紙の入ったタイムカプセルを開けようと約束したが、信子が父親の仕事の都合で海外に行ってしまった上、タイムカプセルも行方不明となってしまったため、絶望して邪魔邪魔団に入る。
シオリとの対決で真実を知り、ピュアライズされた。そして、シオリからあきらめないストーンを渡されると、信子との再会を果たした。
ダメ之丞
演 - 藤木修
邪魔邪魔団の一員。
カエル型の帽子をかぶって白いパーカーを着たドレッドヘアの男性。シンボルの動物はカエル。
ショコラティエとして働いていたが、先輩職人に「お前はショコラティエにふさわしくない」などと言われ、絶望して邪魔邪魔団に入る。
モモカとの対決の中で、先輩職人が今でも応援しているのを知り、ピュアライズされた。
そして、モモカからあきらめないストーンを渡され、先輩職人の元へ戻り、再びショコラティエとしての道を歩み始めた。

### 町の人々

#### 愛乃家
愛乃 梨々花
演 - 佐藤江梨子
モモカの母親。
第37話でかつて魔法戦士だったことが明らかになり、実はモモカが魔法戦士になったことを知っていながら、密かに見守っていた。
魔法戦士は人間と結婚すると魔力を失ってしまうという代償があるため、現在は魔法を使うことはできない。
愛乃 誠
演 - 中山祐一朗
モモカの父親。
職業は新聞記者。
愛乃 スミレ
演 - 吉澤梨里花
モモカの妹。

#### ゆめの風中学校
大町 秀雄
演 - 渡辺裕太
モモカたちのクラス・1年B組の担任。
第44話で新しい先生の3人を装った邪魔邪魔団にあきらめストーンを渡され、アキラメストにされた。
小田原 カイト
演 - 下川恭平
モモカたちのクラスメイト。母親は漫画家・小田原マリン。
絵の上手さは母親譲りで、市の美術展で最優秀賞に選ばれるほど。
リンに好意を持っており、アプローチは何度か空振りに終わっていたが、第42話ではリンと一緒に漫画を描くことになった。
中原 萌
演 - 荒川ひなた
モモカたちのクラスメイト。
バレエが得意で、ミツキとともに校内のダンス大会に出場した。
平野 菜々美
演 - 松澤可苑
モモカたちのクラスメイト。
ミツキのダンスチームのメンバーで、自分がチームの足を引っ張っているのではないかとチームを抜けようとしたが、思い直して校内のダンス大会に出場した。
小池 輝樹
演 - 髙橋楓翔
サッカー部に所属。
第2話でムダ子にあきらめストーンを渡され、アキラメストにされた。
第7話で生徒会長選挙に立候補し、当選した。

## マジマジョピュアーズ!の設定
モモカ、リン、ミツキ、シオリは、魔法界の妖精モコニャン、ララニャンにより、ユリアはユニコーンの力により、魔法戦士「マジマジョピュアーズ！」に変身する。「マジョカポルテ」（モモカ・リン・ミツキ）、「マジョカパレット」（シオリ）、「マジョカアイリス」（ユリア）を開くとき5人で「オープンザマジョカワールド！」と叫び、5人全員共通で、「マジマジョマジカル！」の掛け声で「マジョカポルテ」「マジョカパレット」「マジョカアイリス」に変身用のジュエル「マジョカジュエル」が反映し、「マジョカステージスタート！」の掛け声でユリア、シオリ、リン、ミツキ、モモカの順で変身する。変身後は全員で「魔法×戦士マジマジョピュアーズ！きらめく魔法でピュアライズ!!」と名乗るようになる。

### 関連アイテム
マジョカポルテ
モモカ、リン、ミツキが使用するコンパクト型の変身アイテム。
マジョカルミナ
タクト型の武器アイテム。
マジョカパレット
シオリが使用するスマホ型の変身アイテム。
マジョカアイリス
ユリアが使用するタクト型の変身・武器アイテム。マジョカポルテ、ルミナ、パレットの全機能を搭載している。

### 必殺技
カラフルドリームイリュージョン（モモカ&リン&ミツキ、3人共通）
アキラメストに取り憑いた人物を浄化し、あきらめストーンをマジョカジュエルに戻す必殺技。ピュアライズされた後のあきらめストーンは分裂し、大量の箒（ホーキーズ）のフラダンスによって払われる。
ハートフルラブリーパーティ（モモカ）
モモカ専用必殺技。カラフルドリームイリュージョン同様。
フローズンクールスプラッシュ（リン）
リン専用必殺技。カラフルドリームイリュージョン同様。
フラワーブロッサムカーニバル（ミツキ）
ミツキ専用必殺技。カラフルドリームイリュージョン同様。
スターダストコズミック（シオリ）
シオリ専用必殺技。カラフルドリームイリュージョン同様。
レインボーミルキーファンタジー （ユリア）
ユリア専用必殺技。カラフルドリームイリュージョン同様。
シャイニードリームギャラクシー（モモカ&リン&ミツキ&シオリ、4人共通）
シオリ加入後の4人体制での必殺技。カラフルドリームイリュージョン同様。
オーロラドリームレボリューション (5人共通)
ユリア加入後の5人体制の必殺技。カラフルドリームイリュージョン同様。
ロイヤルドリームピュアライズ（5人共通、ロイヤルフォーム専用）
ロイヤルフォーム専用の5人体制の必殺技。5人の力が立方体と化し、対象を閉じ込めピュアライズさせる。

## 作中用語
マジョカジュエル
魔法界に守られていた宝石。
大半は邪魔男爵に奪われたが、第1話時点ではいくつかが魔法戦士たちに取り戻されている様子（ミツキが専用のケースにいくつかマジョカジュエルを入れているのが確認できる）。
石ごとに様々な魔法の力が秘められている。
あきらめストーン
邪魔男爵の力で変質したマジョカジュエル。ドクロの形をしている。
このジュエルに取り憑かれた人々は自分の夢を諦めるようになってしまい、「アキラメスト」という怪人に変貌してしまう。
ピュアラ/インピュアラ
ピュアラとは、人間の夢や希望からあふれる力のこと。
しかし、あきらめストーンに取り憑かれると、全てのピュアラを奪われ、インピュアラという邪悪な力に変えられてしまう。
アキラメルド
邪魔彦が生み出した世界、通称「あきらめずにはいられない世界」。
ハロウィンの日、マジマジョピュアーズ一同がハロウィンパーティーをしている時、黒いカボチャが突然現れ、この世界へと導かれてしまう。
アキラメルドにはそれぞれ番人がおり、倒さなければいけないとされている。
あきらめハット
グラン魔の力で誕生したコウモリ型の帽子。コウモリが付いており、獲物を探すため動くことができる。
この帽子が頭に被られると「アキラメスト」よりさらに強力な「スペシャルアキラメスト」という怪人に変貌し、魔法を使うことが可能になってしまう。魔法にかけられた者は、そのスペシャルアキラメストの持つ感情に支配されたり、時には集団で混乱などを起こしてしまう。
マジョカセレモニー
魔法界と人間界の平和を守るための存在である「マジョカプリンセス」を誕生させるための儀式。
最後に行われたのは100年以上前。

## スタッフ
- 原作 - タカラトミー、OLM
- 掲載 - ぷっちぐみ、幼稚園、めばえ（小学館）
- 企画 - 中野哲→沢田雅也（タカラトミー）、阿比留一彦（電通）、奥野敏聡（OLM）、川崎由紀夫（テレビ東京）、久保雅一（小学館）、斎藤清美（ShoPro）、森広貴（LDH JAPAN）
- プロジェクトマネージャー - 山口朋（タカラトミー）、遠藤哲哉（電通）、佐々木礼子
- 原案協力 - 安田隆宏、川上哲二、斉藤直子、丹美和子、冨樫宝子
- エグゼクティブプロデューサー - 鴻巣崇（タカラトミー）
- プロデューサー - 村松紗也子（テレビ東京）、今井陽介（電通）、坂美佐子（OLM）
- 制作プロデューサー - 井上文雄、前田茂司、奥野邦洋
- アソシエイトプロデューサー - 織田恵里、荒木めぐみ、古市直彦、山田唯莉子（テレビ東京）、勝山健晴、菅谷尚子、田村絵梨奈
- スーパーバイザー - 横山拓也、亀山公亮、大島満、廣部琢之（テレビ東京）、沢辺伸政、山守貴子、木島靖
- 総監督・監督 - 三池崇史
- 監督 - 横井健司、西海謙一郎、倉橋龍介、山本英之、平野勝利
- コンセプトストーリー - 中村雅
- シリーズ構成・脚本 - 藤平久子
- 脚本 - 松井香奈、青木万央、中園勇也
- キャラクタースーパーバイザー - 前田勇弥
- ダンス監修 - expg
- OP・ED演出 - 田所貴司
- 音楽 - 遠藤浩二
- 現像所 - 東京現像所
- 音楽プロデューサー - 舩橋宗寛
- 音楽協力 - テレビ東京ミュージック
- 助監督 - 平野勝利、久保田博紀、原島孝暢
- 撮影 - 北信康（J.S.C.）、松本貴之
- 照明 - 渡部嘉、田中利夫、佐藤宗史
- 美術 - 前田陽
- 録音 - 治田敏秀
- 編集 - 神谷朗
- VFXプロデューサー - 徳重実
- VFXスーパーバイザー - 中島征隆
- ラインプロデューサー - 青木智紀
- キャスティングプロデューサー - 杉野剛
- 制作協力 - 楽映舎
- 制作プロダクション - OLM TEAM MIIKE
- 製作 - テレビ東京、電通、OLM

## 楽曲

### 主題歌
| 使用箇所           | 曲名                   | 作詞            | 作曲                    | 編曲            | 歌                                  | 使用話数 | 補足 |
| ------------------ | ---------------------- | --------------- | ----------------------- | --------------- | ----------------------------------- | -------- | ---- |
| オープニングテーマ | 愛について♡            | ジンツチハシ    | ジンツチハシ            | ジンツチハシ    | magical² from マジマジョピュアーズ! | 1 - 26   |      |
| オープニングテーマ | ミルミル〜未来ミエル〜 | halmelnuts      | 南田健吾                | 南田健吾        | magical² from マジマジョピュアーズ! | 27 - 51  |      |
| エンディングテーマ | 超ラッキー☆            | 杉坂天汰        | 杉坂天汰/ツカダタカシゲ | ツカダタカシゲ  | magical² from マジマジョピュアーズ! | 1 - 14   |      |
| エンディングテーマ | 晴れるさ☀︎              | 浦島健太・TETTA | 浦島健太・TETTA         | 浦島健太・TETTA | magical² from マジマジョピュアーズ! | 15 - 26  |      |
| エンディングテーマ | OK                     | PA-NON          | 中村僚                  | 島田尚          | magical² from マジマジョピュアーズ! | 27 - 39  |      |
| エンディングテーマ | サンキュー             | halmelnuts      | 南田健吾                | 南田健吾        | magical² from マジマジョピュアーズ! | 40 - 51  |      |

### 挿入歌
| 曲名      | 作詞                        | 作曲                        | 編曲      | 歌                                | 使用話数 | 補足 |
| --------- | --------------------------- | --------------------------- | --------- | --------------------------------- | -------- | ---- |
| Catch Me! | PENGUINS PROJECT・Ryo-chang | PENGUINS PROJECT・Ryo-chang | CLARABELL | miracle² from ミラクルちゅーんず! | 6        |      |
| JUMP!     | Kyota.                      | Kyota.                      | Kyota.    | miracle² from ミラクルちゅーんず! | 6        |      |

## 放映リスト
放送日はテレビ東京基準。ゲストキャラクター欄の斜体表記は、アキラメスト（第34話から第38話まではスペシャルアキラメスト）になったキャラクターおよびキャストのうちゲストではない者
| 放送日        | 話数 | サブタイトル                           | ゲストキャラクター | マジョカジュエル       | アキラメスト           | 脚本     | 監督              |
| ------------- | ---- | -------------------------------------- | --- | ---------------------- | ---------------------- | -------- | ----------------- |
| 2018年 4月1日 | 1    | 魔法戦士マジマジョピュアーズ！誕生     | - 南法子（南明奈） | フワフワトパーズ       | ムリムリーナ           | 藤平久子 | 三池崇史          |
| 4月8日        | 2    | 魔法レッスンスタート！                 | なし | ホンモノガーネット     | ヤルキネーリーガー     | 藤平久子 | 三池崇史          |
| 4月15日       | 3    | まんがの世界がホンモノに!?             | - 小田原マリン（遊井亮子） | ラブリーオパール       | ヤッテラレッカ         | 松井香奈 | 横井健司          |
| 4月22日       | 4    | ドキドキ！モモカひとりでピュアライズ！ | - 桜田門正義（内野謙太） | オシャベリガーネット   | フトドキモン           | 青木万央 | 横井健司          |
| 4月29日       | 5    | お花の魔法でハッピー花マル！           | - 鳴門響子（外岡えりか） | スピードエメラルド     | ヤカマシー             | 青木万央 | 倉橋龍介          |
| 5月6日        | 6    | ミラクルミラクルがやって来た！         | - miracle2 一ノ瀬カノン（内田亜紗香） 神咲マイ（足立涼夏） 橘フウカ（小田柚葉） 白鳥アカリ（薄倉里奈） 白鳥ヒカリ（西山未桜） - 夢乃サラ（濵尾咲綺） | ビッグアクアマリン     | ムリクルムリクル       | 松井香奈 | 倉橋龍介          |
| 5月13日       | 7    | 夢を勝ち取れ！アツ〜い選挙             | - 永田マチコ（森七菜） | トーメイアメトリン     | モンクアルカイチョー   | 松井香奈 | 西海謙一郎        |
| 5月20日       | 8    | 邪魔男爵と大決戦！                     | なし | なし                   | なし                   | 藤平久子 | 西海謙一郎        |
| 5月27日       | 9    | 謎の少女 シオリ                        | - 蓮見かおる（小林涼子） | ゲラゲラトルマリン     | メンドクサイン         | 青木万央 | 山本英之          |
| 6月3日        | 10   | 笑って解決！教育実習                   | - 佐藤直人（森永悠希） | バブルクォーツ         | クダラネーッス         | 青木万央 | 山本英之          |
| 6月10日       | 11   | ミツキのスマッシュ！エースをねらえ     | - 蝶野ミドリコ（白本彩奈） | クシャミアメトリン     | ゼツボー夫人           | 松井香奈 | 横井健司          |
| 6月17日       | 12   | 狙われたハートルビー                   | - 白井ナオコ（ちすん） | カルカルトルマリン     | ツカレルシー           | 松井香奈 | 西海謙一郎        |
| 6月24日       | 13   | 新たな魔法戦士登場!?                   | - 九十九勇（鈴之助） | バイバイエメラルド     | コワガリー             | 青木万央 | 山本英之          |
| 7月1日        | 14   | スターアンドムーンの魔法戦士           | なし | なし                   | なし                   | 藤平久子 | 倉橋龍介          |
| 7月8日        | 15   | 謎のイケメン・正彦登場！               | - 柳瀬たけし（駿河太郎） | テレパシームーン       | ヤケッパーンチ         | 藤平久子 | 倉橋龍介          |
| 7月15日       | 16   | シオリ、スーパーモデルに!?             | - コジロー（大鶴佐助） - 澤登和也（匠） | ダンシングタンザナイト | メーワックアーティスト | 藤平久子 | 倉橋龍介          |
| 7月22日       | 17   | モモカ、元気もりもりバースデー！       | - 牛島十吉（村松利史） | テレポートオパール     | ニクタラシー           | 青木万央 | 西海謙一郎        |
| 7月29日       | 18   | 夜空の星に夢を乗せて…                  | - 国分寺宙太（前田航基） | スケスケクォーツ       | アリエナイモン         | 青木万央 | 西海謙一郎        |
| 8月5日        | 19   | ドキドキわくわくアスレチック！         | - 寿ユイ（比嘉梨乃） - 小岩ミノル（南圭介） | オワライトルマリン     | トキメカナイン         | 松井香奈 | 山本英之          |
| 8月12日       | 20   | お化けなんて怖くない!?                 | - 明智シゲル（碓井将大） - 江十川乱刀（外波山文明）                                                                                                  | スモールアクアマリン   | ムリデショセツカー     | 松井香奈 | 山本英之          |
| 8月19日       | 21   | 浴衣でホームパーティー！               | - 新木ミカ（笹川椛音） | サカサマトパーズ       | モーイーヨ             | 中園勇也 | 山本英之          |
| 8月26日       | 22   | 忍者のワナにご用心!                    | - 服部一華（花井瑠美） | クッキングアメトリン   | コンナモンジャ         | 中園勇也 | 横井健司          |
| 9月2日        | 23   | 消えたマジョカポルテ                   | - 藤間英二（山本剛史） | ショージキタンザナイト | ガックリジャン         | 中園勇也 | 横井健司          |
| 9月9日        | 24   | 書道教室で大ピンチ！                   | - 金釘一筆（小倉一郎） | キャンディトルマリン   | ヘタッピー             | 青木万央 | 横井健司          |
| 9月16日       | 25   | 魔法戦士ユリア登場！                   | - 川口エリ（最上もが） | イイヒトガーネット     | ホットイテクレープ     | 藤平久子 | 平野勝利          |
| 9月23日       | 26   | 発覚！正彦先輩の正体！                 | - 味川ワキコ（延命杏咲実） | オナオシタンザナイト   | メダチタガリエット     | 松井香奈 | 平野勝利          |
| 9月30日       | 27   | 最強！ユリアとマジョカアイリス         | - 風船太郎（本人） | メモリアルトパーズ     | ダイナシゲーニン       | 藤平久子 | 倉橋龍介          |
| 10月7日       | 28   | 5人の力で！邪魔彦と対決                | なし | なし                   | なし                   | 藤平久子 | 倉橋龍介          |
| 10月14日      | 29   | マジカル☆ハロウィンナイト              | なし | なし                   | なし                   | 中園勇也 | 平野勝利          |
| 10月21日      | 30   | とらわれたマジマジョピュアーズ！       | - ネタミー（森本尚子） - 女子高生→ネタミー本体（渡辺優奈）                                                                                           | なし                   | ネタミー               | 松井香奈 | 横井健司          |
| 10月28日      | 31   | 仲間を信じて！新たなパワー             | - ソネミー（坂口茉琴） - ヒガミー（春木生） | なし                   | ソネミー、ヒガミー     | 松井香奈 | 横井健司          |
| 11月4日       | 32   | 覚醒！モモカのハートルビー             | なし | なし                   | なし                   | 青木万央 | 倉橋龍介          |
| 11月11日      | 33   | 大決戦！ロイヤルフォームでピュアライズ | なし | なし                   | なし                   | 青木万央 | 倉橋龍介          |
| 11月18日      | 34   | 新たな敵・グラン魔登場！               | - 桂川ユミコ（横澤夏子） | ヘンシンオパール       | ムッカー               | 中園勇也 | 西海謙一郎        |
| 11月25日      | 35   | 大人モモカ、クラブに潜入！             | - DJ大門淳平（古坂大魔王） | ホンヤクアメトリン     | メッソー               | 青木万央 | 西海謙一郎        |
| 12月2日       | 36   | マジマジョVS美魔女！                   | - マダム・ルルド（はるな愛） - 秘書（鈴木ふみ奈） - 研究者（木村麻美）                                                                               | イラストガーネット     | マダム・イッラー       | 松井香奈 | 平野勝利          |
| 12月9日       | 37   | 発覚！モモカの秘密                     | - 林守道（窪田正孝） | ツルツルオパール       | ダッラー               | 中園勇也 | 平野勝利          |
| 12月16日      | 38   | ハッピーマジカルクリスマス！           | - 喜吉三太（野添義弘） | スローエメラルド       | ヤッダー               | 藤平久子 | 横井健司          |
| 12月23日      | 39   | お母さんが魔法戦士！？                 | なし | なし                   | なし                   | 松井香奈 | 横井健司          |
| 2019年 1月6日 | 40   | 誕生!?マジョカプリンセス               | なし | なし                   | なし                   | 中園勇也 | 倉橋龍介          |
| 1月13日       | 41   | ユリアの大好き、見つけた！             | - 大森次郎（渡辺大） - 大森一郎（麿赤兒） | イケメンムーンストーン | アキラーメン           | 中園勇也 | 倉橋龍介          |
| 1月20日       | 42   | 目指せ！リンのマンガ道                 | - 今井わかば（上野なつひ） | ラッキーエメラルド     | シメキリギリギリ       | 青木万央 | 平野勝利          |
| 1月27日       | 43   | ミツキ、ダンスに挑戦！                 | - ゴンザレス前田（大澄賢也） | タイムマシントパーズ   | アブラギッシュ         | 青木万央 | 平野勝利          |
| 2月3日        | 44   | 帰ってきた邪魔男爵！                   | なし | オサガシオパール       | オミトオシー           | 藤平久子 | 横井健司          |
| 2月10日       | 45   | 行くぜベイビー！モモカVSダメ之丞       | - 桝カカオ（長谷川朝晴） | あきらめないストーン   | ダメ之丞               | 松井香奈 | 横井健司          |
| 2月17日       | 46   | ムダ子・約束のタイムカプセル           | - 信子（蔵下穂波） | あきらめないストーン   | ムダ子                 | 藤平久子 | 平野勝利          |
| 2月24日       | 47   | 笑って・ムリ太郎                       | - バニーズ稲葉（田本清嵐） - チラシを配る男（諏訪太朗）                                                                                              | あきらめないストーン   | ムリ太郎               | 中園勇也 | 西海謙一郎        |
| 3月3日        | 48   | いざ！魔法界へ                         | なし | なし                   | 邪魔男爵               | 松井香奈 | 横井健司          |
| 3月10日       | 49   | 邪魔大帝との最終決戦！                 | なし | なし                   | 邪魔男爵→邪魔大帝      | 青木万央 | 倉橋龍介          |
| 3月17日       | 50   | きらめく魔法でピュアライズ！           | なし | なし                   | 邪魔大帝               | 青木万央 | 倉橋龍介          |
| 3月24日       | 51   | マジマジョピュアーズ！は永遠に         | なし | なし                   | なし                   | 藤平久子 | 横井健司 倉橋龍介 |

## 放送局
| 放送期間                                                                              | 放送時間           | 放送局             | 対象地域       | 備考                      |
| ------------------------------------------------------------------------------------- | ------------------ | ------------------ | -------------- | ------------------------- |
| 2018年4月1日 - 2019年3月24日                                                          | 日曜 9:00 - 9:30   | テレビ東京         | 関東広域圏     | 製作局                    |
|                                                                                       |                    | テレビ北海道       | 北海道         |                           |
|                                                                                       |                    | テレビ愛知         | 愛知県         |                           |
|                                                                                       |                    | テレビ大阪         | 大阪府         |                           |
|                                                                                       |                    | テレビせとうち     | 岡山県・香川県 |                           |
|                                                                                       |                    | TVQ九州放送        | 福岡県         |                           |
| 2018年4月10日 - 2019年4月2日                                                          | 火曜 17:00 - 17:29 | BSテレ東           | 日本全域       | BS/BS4K放送               |
| 2018年5月5日 - 2019年4月27日                                                          | 土曜 8:30 - 9:00   | キッズステーション | 日本全域       | CS放送 / リピート放送あり |
| テレビ東京系列（BSも含む）は字幕放送、テレビ東京系列地上波6局のみ連動データ放送実施。 |                    |                    |                |                           |

| 配信期間       | 配信時間        | 配信サイト                                                                                                 | 備考                            |
| -------------- | --------------- | --- | ------------------------------- |
| 2018年4月2日 - | 月曜 0:00 更新  | あにてれ                                                                                                   | 有料配信 第1話・最新話1週間無料 |
|                |                 | Paravi Amazonビデオ Google Playストア HAPPY！動画 J:COMオンデマンド ビデオマーケット Rakuten TV TSUTAYA TV | 有料配信                        |
|                | 水曜 10:00 更新 | タカラトミーチャンネル（YouTube）                                                                          | 最新話は1週間限定配信           |

## ゲスト出演

### ドラマ
『ひみつ×戦士 ファントミラージュ!』 第7話
愛乃モモカ - 三好佑季
白雪リン - 隅谷百花
花守ミツキ - 鶴屋美咲
星奈シオリ - 小川桜花
虹色ユリア - 増田來亜
『ポリス×戦士 ラブパトリーナ!』 第43話
白雪リン - 隅谷百花
花守ミツキ - 鶴屋美咲
星奈シオリ - 小川桜花
虹色ユリア - 増田來亜
『ビッ友×戦士 キラメキパワーズ!』 第29話
星奈シオリ - 小川桜花

### 映画
『劇場版 ひみつ×戦士 ファントミラージュ！ 〜映画になってちょーだいします〜』
2020年7月23日公開。
『劇場版 ポリス×戦士 ラブパトリーナ！〜怪盗からの挑戦！ ラブでパパッとタイホせよ！〜』
2021年4月29日公開。
白雪リン - 隅谷百花
花守ミツキ - 鶴屋美咲
星奈シオリ - 小川桜花
虹色ユリア - 増田來亜

## 関連商品

### 漫画
前作の『ミラクルちゅーんず!』とは異なり、「ちゃお」ではコミカライズされていない。
『魔法×戦士 マジマジョピュアーズ! 〜マジカルな毎日〜』 - 『ぷっちぐみ』、2018年5月号（3月31日発売） - 。作画はハラミユウキ。

### DVD-BOX
| 巻 | 発売日         | 収録話          | 規格品番   | 初回特典                                         |
| -- | -------------- | --------------- | ---------- | ------------------------------------------------ |
| 1  | 2018年11月28日 | 第1話 - 第15話  | ZMSZ-12641 | DVD限定マジョカジュエル 「タイムマシントパーズ」 |
| 2  | 2019年2月27日  | 第16話 - 第35話 | ZMSZ-12902 | DVD限定マジョカジュエル 「チェンジタンザナイト」 |
| 3  | 2019年5月29日  | 第36話 - 第51話 | ZMSZ-13153 | 「マジマジョピュアーズ！」特製シール             |

## ガールズグループ『magical²』
本番組のために結成されたガールズユニット。読みは「マジカルマジカル」。作品中で魔法戦士マジマジョピュアーズを演じるメンバー5人は、主題歌の歌唱のほかに、全国各地で開催されるイベントに参加した。5人ともEXPG STUDIOの出身である。2019年5月12日に、本体制での活動終了が発表された。

### 活動終了後
隅谷・鶴屋・小川・増田の4名は、2019年3月29日よりLDH JAPAN所属のガールズ・パフォーマンスグループGirls²のメンバーとして活動しており、2019年4月から2021年3月にかけてテレビ番組『おはスタ』におはガールとしてレギュラー出演するなど、活躍の場を広げた。
一方、magical2公式Twitterにて「別の道に進む」と発表していた三好は、2021年2月にプラチナムプロダクションへの所属を発表、同年4月1日よりShibu3 project（ピンククラス）のメンバーとして活動を開始､2023年3月19日にShibu3 projectを卒業した｡

### メンバー
- 愛乃モモカ（三好佑季）
- 白雪リン（隅谷百花）
- 花守ミツキ（鶴屋美咲）
- 星奈シオリ（小川桜花）
- 虹色ユリア（増田來亜）

### ディスコグラフィ
|                | 発売日         | タイトル                               | 規格品番                                | 規格品番   | 規格品番            |
| 初回限定盤     | 発売日         | タイトル                               | 通常盤                                  | 期間限定盤 |                     |
| -------------- | -------------- | -------------------------------------- | --------------------------------------- | ---------- | ------------------- |
| 1st            | 2018年6月13日  | 愛について♡/超ラッキー☆                | AICL-3522 AICL-3523                     | AICL-3524  | AICL-3525 AICL-3526 |
| ミニアルバム   | 2018年9月26日  | 晴れるさ☀                              | AICL-3568 AICL-3569                     | AICL-3570  |                     |
| 2nd            | 2018年12月12日 | ミルミル〜未来ミエル〜                 | AICL-3601 AICL-3602                     | AICL-3603  |                     |
| ベストアルバム | 2019年2月13日  | MAGICAL✩BEST -Complete magical2 Songs- | AICL-3638 AICL-3639 AICL-3640 AICL-3641 | AICL-3642  |                     |

### イベント
- 「ミラちゅー×マジョピュア」バトンタッチイベント
  - 2018年3月25日、サンシャインシティで開催。
- 「魔法×戦士 マジマジョピュアーズ!」パフォーマンスショー
  - 2018年4月から7月に幕張、伊丹、倉敷、池袋で開催。11月10日にららぽーとTOKYO-BAYで開催[17]。11月11日にサンリオピューロランドとのコラボでパフォーマンスショー開催[18]。
- 『愛について♡』リリースイベント
  - 2018年5月から6月に阿倍野、堺、平塚、千葉、土浦、枚方、愛知、立川、柏、大宮などで開催。
- 明治安田J1イベント
  - 2018年5月6日にShonan BMWスタジアムで開催の湘南ベルマーレvsベガルタ仙台の試合前に出演。
- DANCE EARTH FESTIVAL 2018
  - 7月14・16日に出演。
- テレビ朝日・六本木ヒルズ 夏祭り SUMMER STATION
  - 8月5日のコカ・コーラSUMMER STATION 音楽LIVEに出演[19]。
- ぷっちぐみプレゼンツ魔法×戦士 マジマジョピュアーズ!マジカルステージ
  - 8月25日にパシフィコ横浜で行われたちゃおフェスティバル2018に出演[20]。
- 『晴れるさ☀』リリースイベント
  - 2018年9月に堺、佐賀、大牟田、名古屋、土浦、立川、阿倍野で開催。
- B1リーグ・アルバルク東京戦パフォーマンスショー
  - 2018年10月7日、11月23日、12月26日、2019年1月30日にアリーナ立川立飛で開催[21]。
- 『ミルミル 〜未来ミエル〜』リリースイベント
  - 2018年10月 - 12月に 文京区、立川、つくば、枚方、金山、与野、多摩、大宮、泉南、堺、江東区、成田、昭島、柏、愛知で開催。12月29日(土)には『magical² シークレットパーティー2018』を東京都内某所で開催[22]。
- 「第4回ナカGフェス」[23]
  - 10月17日に新宿ReNYで開催。共演はつばきファクトリー、RYUTist、南端まいな（元アイドルネッサンス）
- 『magical☆best』リリースイベント
  - 2019年1月 - 2月に大高、名古屋、千葉、岡山、熊本、大宮、柏、江東区、鷲宮、八尾、昭島、愛知、堺、茨城、阿倍野、立川で開催。

### 単独ライブ
- magical² LIVE Magic♡[24]
  - 2018年11月18日春日部市民文化会館、11月25日エブノ泉の森ホール（各2回公演）
- magical2 SPECIAL LIVE
  - 2019年3月2日、3日久喜総合文化会館(両日2回公演)、3月10日一宮市民会館（2回公演）、3月21日久留米シティプラザ（2回公演）、3月29日、30日大阪国際交流センター(両日2回公演)

### メディア
- 「「愛について♡／超ラッキー☆」リリーススペシャル」（2018年6月22日、Ameba TV（AbemaRADIOチャンネル））[25]
- おはスタ（2018年9月26日・11月29日・12月12日・2019年2月13日、テレビ東京）

### その他
- Bリーグ・アルバルク東京・ファミリーガール[26]
  - アルバルク東京 2018‐19 SEASON 公式応援ソング『フレフレ』